# Línea 724 (Interurbanos Madrid)

Esquema de dársenas del intercambiador subterráneo de Plaza de Castilla

La línea 724 de la red de autobuses interurbanos de Madrid une la terminal subterránea del Intercambiador de Plaza de Castilla con Manzanares el Real y El Boalo de manera circular tras pasar por Mataelpino y Cerceda.

## Características
Esta línea une Madrid con estos dos municipios en aproximadamente 60 min. Existen expediciones llamadas DIRECTOS que no realizan ninguna parada del casco urbano de Colmenar Viejo ni aquellas en la vía de servicio de la M-607. Dichas expediciones que omiten esas paradas reducen el trayecto en aproximadamente 10 minutos de los tramos Madrid - Manzanares el Real - El Boalo.
Estas expediciones están pensadas para reducir el trayecto a los viajeros más alejados de la línea, cuando Colmenar Viejo cuenta con servicios de las líneas 721, 722, 725 y 726 con mucha más frecuencia. Tanto las líneas 724, 725 y 726 cuentan con expediciones directas que no cruzan por Colmenar Viejo a diferentes horas, para realizar trayectos más cortos a los pueblos más lejanos y dejando el servicio a Colmenar Viejo cubierto por alguna de las otras líneas mencionadas.
A efectos prácticos se trata de una línea circular, en la que los servicios que llegan a El Boalo no se detienen, continuando su viaje en el servicio de "vuelta". Algunas expediciones sí finalizan en Cerceda tras pasar por Mataelpino sin volver a Madrid. Existe una expedición diaria de lunes a viernes laborables que en su "vuelta" por El Boalo finaliza en Colmenar Viejo en vez de llegar hasta Madrid, siendo necesario cambiar a alguna de las otras líneas mencionadas para continuar el viaje a Madrid.
Aproximadamente la mitad de las expediciones finalizan en Manzanares el Real recibiendo un servicio cada 30 minutos de lunes a viernes laborables y aproximadamente 45 minutos los sábados laborables domingos y festivos. Los servicios hasta El Boalo se realizan cada hora de lunes a viernes laborables, y cada hora y media aproximadamente los sábados laborables, domingos y festivos.
Hasta aproximadamente 2015 la línea contaba con expediciones directas entre Madrid y Manzanares el Real que actualmente se encuentran dadas de baja.
La línea se complementa con las líneas 725, 726 y N702 para dar servicio de autobús nocturno a Colmenar Viejo cada 30 minutos los viernes laborables, sábados y vísperas de festivo.
Siguiendo la numeración de líneas del CRTM, las líneas que circulan por el corredor 7 son aquellas que dan servicio a los municipios situados en torno a la M-607 y comienzan con un 7. Aquellas numeradas dentro de la decena 720 corresponden a aquellas que circulan por Colmenar Viejo.
La línea mantiene los mismos horarios todo el año (exceptuando las vísperas de festivo y festivos de Navidad).
Esta línea es operada por la empresa Herederos de J. Colmenarejo a través de Interbus mediante la concesión administrativa VCM-702 - Madrid - Colmenar Viejo - El Boalo - Bustarviejo (Viajeros Comunidad de Madrid) del Consorcio Regional de Transportes de Madrid.

### Sublíneas
Aquí se recogen todas las distintas sublíneas que ha tenido la línea 724, incluyendo aquellas dadas de baja. La denominación de sublíneas que utiliza el CRTM es la siguiente:
- Número de línea (724)
- Sentido de circulación (1 ida, 2 vuelta)
- Número de sublínea

Por ejemplo, la sublínea 724109 corresponde a la línea 724, sentido 1 (ida) y el número 09 de numeración de sublíneas creadas hasta la fecha.
La sublínea 724104 y 724204 marcada en negrita corresponde a sublínea que actualmente se encuentra dada de baja. Dicha sublínea corresponde al itinerario Madrid - Manzanares DIRECTO, pero se desconocen más detalles del mismo.
| Ida    | Ruta                         | Itinerario                     | Vuelta | Ruta                             | Itinerario                       |
| 724101 | -                            | Madrid - El Boalo              | 724201 | -                                | El Boalo - Madrid                |
| 724102 | s                            | Madrid superficie - El Boalo   | 724202 | s                                | El Boalo - Madrid superficie     |
| 724103 | nc                           | Madrid - El Boalo DIRECTO      | 724203 | nc                               | El Boalo - Madrid DIRECTO        |
| 724104 | Desconocido                  | Desconocido                    | 724204 | Desconocido                      | Desconocido                      |
| 724105 | m                            | Madrid - Manzanares            | 724205 | m                                | Manzanares - Madrid              |
| 724106 | sm                           | Madrid superficie - Manzanares | 724206 | sm                               | Manzanares - Madrid superficie   |
| 724107 | No existe la ruta "c" de ida | No existe la ruta "c" de ida   | 724207 | c                                | El Boalo - Colmenar Viejo        |
| 724108 | ce                           | Madrid - Cerceda               | 724208 | No existe la ruta "ce" de vuelta | No existe la ruta "ce" de vuelta |
| 724109 | cc                           | Madrid - Cerceda DIRECTO       | 724209 | No existe la ruta "cc" de vuelta | No existe la ruta "cc" de vuelta |
| 724110 | sc                           | Soto del Real - Cerceda        | 724210 | No existe la ruta "sc" de vuelta | No existe la ruta "sc" de vuelta |

## Horarios
Los horarios que no sean cabecera son aproximados.
NOTA: A menos de que se indique lo contrario, los horarios de "vuelta" son el paso aproximado por El Boalo ya que se trata de una línea circular. Solo algunos servicios comienzan su recorrido en El Boalo con una hora de salida fija y programada.
| Lunes a viernes laborables              |            |            |          |            |         |            |            |        |
| Madrid > El Boalo > Madrid              |            |            |          |            |         |            |            |        |
| Madrid                                  | Colmenar V | Manzanares | El Boalo | Mataelpino | Cerceda | Manzanares | Colmenar V | Madrid |
|                                         |            |            |          |            |         | 05:55      | 06:10      | 06:40  |
|                                         |            |            | 06:00    | 06:05      | 06:15   | 06:25      | 06:40      | 07:10  |
|                                         |            |            | 06:15    | 06:20      | 06:30   | 06:45      | →          | 07:25  |
|                                         |            |            | 06:25    | 06:30      | 06:40   | 06:55      | →          | 07:40  |
|                                         |            |            |          |            |         | 07:05      | 07:20      | 07:50  |
|                                         |            |            | 06:45    | 06:50      | 07:00   | 07:15      | →          | 07:55  |
|                                         |            |            | 07:05    | 07:10      | 07:20   | 07:35      | 07:50      | 08:20  |
|                                         |            |            | 07:25    | 07:30      | 07:40   | 07:55      | 08:10      | 08:40  |
| 07:00                                   | 07:30      | 07:45      | 08:00    | 08:05      | 08:15   | 08:30      | →          | 09:10  |
| 07:25                                   | 07:55      | 08:10      | 08:20    | 08:25      | 08:35   | 08:50      | 09:05      | 09:35  |
| 08:00                                   | →          | 08:40      | 08:55    | 09:00      | 09:10   | 09:25      | →          | 10:05  |
| 08:15                                   | 08:45      | 09:00      |          |            |         |            |            |        |
| 08:30                                   | 09:00      | 09:15      |          |            |         | 09:50      | 10:10      | 10:40  |
| 09:00                                   | →          | 09:40      | 09:55    | 10:00      | 10:10   | 10:25      | 10:40      | 11:10  |
| 09:15                                   | 09:45      | 10:00      |          |            |         |            |            |        |
| 09:30                                   | 10:00      | 10:15      |          |            |         | 10:50      | 11:10      | 11:40  |
| 10:00                                   | 10:30      | 10:45      | 10:55    | 11:00      | 11:10   | 11:25      | 11:40      | 12:10  |
| 10:30                                   | 11:00      | 11:15      |          |            |         | 11:50      | 12:10      | 12:40  |
| 11:00                                   | 11:30      | 11:45      | 11:55    | 12:00      | 12:10   | 12:25      | 12:40      | 13:10  |
| 11:30                                   | 12:00      | 12:15      |          |            |         | 12:50      | 13:10      | 13:40  |
| 12:00                                   | 12:30      | 12:45      | 12:55    | 13:00      | 13:10   | 13:25      | 13:40      | 14:10  |
| 12:30                                   | 13:00      | 13:15      |          |            |         | 13:50      | 14:10      | 14:40  |
| 13:00                                   | 13:30      | 13:45      | 13:55    | 14:00      | 14:10   | 14:25      | 14:40      | 15:10  |
| 13:30                                   | 14:00      | 14:15      |          |            |         | 14:50      | 15:10      | 15:40  |
| 14:00                                   | 14:30      | 14:45      | 14:55    | 15:00      | 15:10   | 15:25      | 15:40      | 16:10  |
| 14:15                                   | →          | 14:55      | 15:05    | 15:10      | 15:20   |            |            |        |
| 14:30                                   | 15:00      | 15:15      |          |            |         | 15:50      | 16:10      | 16:40  |
| 15:00                                   | 15:30      | 15:45      | 15:55    | 16:00      | 16:10   | 16:25      | 16:40      | 17:10  |
| 15:15                                   | →          | 15:55      | 16:05    | 16:10      | 16:20   |            |            |        |
| 15:30                                   | 16:00      | 16:15      |          |            |         | 16:50      | 17:10      | 17:40  |
| 16:00                                   | 16:30      | 16:45      | 16:55    | 17:00      | 17:10   | 17:25      | 17:40      | 18:10  |
| 16:30                                   | 17:00      | 17:15      |          |            |         | 17:50      | 18:10      | 18:40  |
| 17:00                                   | 17:30      | 17:45      | 17:55    | 18:00      | 18:10   | 18:25      | 18:40      | 19:10  |
| 17:30                                   | 18:00      | 18:15      |          |            |         | 18:50      | 19:10      | 19:40  |
| 18:00                                   | 18:30      | 18:45      | 18:55    | 19:00      | 19:10   | 19:25      | 19:40      | 20:10  |
| 18:30                                   | 19:00      | 19:15      |          |            |         | 19:50      | 20:10      | 20:40  |
| 19:00                                   | 19:30      | 19:45      | 19:55    | 20:00      | 20:10   | 20:25      | 20:40      | 21:10  |
| 19:30                                   | 20:00      | 20:15      |          |            |         | 20:50      | 21:10      | 21:40  |
| 20:00                                   | 20:30      | 20:45      | 20:55    | 21:00      | 21:10   | 21:25      | 21:40      |        |
| 20:30                                   | 21:00      | 21:15      | 21:25    | 21:30      | 21:40   |            |            |        |
| 21:00                                   | 21:30      | 21:45      | 21:55    | 22:00      | 22:10   | 22:25      | 22:40      | 23:10  |
| 21:45                                   | 22:15      | 22:30      |          |            |         |            |            |        |
| 22:30                                   | 23:00      | 23:15      | 23:25    | 23:30      | 23:40   |            |            |        |
| 23:30                                   | 00:00      | 00:15      |          |            |         |            |            |        |
| Noches de viernes y vísperas de festivo |            |            |          |            |         |            |            |        |
|                                         |            |            |          |            |         | 00:00      | 00:10      | 00:40  |
| 01:00                                   | 01:30      | 01:45      | 01:55    | 02:00      | 02:10   | 02:20      | 02:30      | 03:00  |
| 04:00                                   | 04:30      | 04:45      |          |            |         |            |            |        |
| Todo el año                             |            |            |          |            |         |            |            |        |
| Sábados laborables, domingos y festivos |            |            |          |            |         |            |            |        |
| Madrid > El Boalo > Madrid              |            |            |          |            |         |            |            |        |
| Madrid                                  | Colmenar V | Manzanares | El Boalo | Mataelpino | Cerceda | Manzanares | Colmenar V | Madrid |
|                                         |            |            |          |            |         | 07:00      | 07:15      | 07:45  |
|                                         |            |            |          |            |         | 07:30      | 07:45      | 08:15  |
|                                         |            |            | 07:30    | 07:35      | 07:45   | 08:00      | 08:15      | 08:45  |
| 08:00                                   | 08:30      | 08:45      |          |            |         | 09:00      | 09:10      | 09:40  |
| 08:30                                   | 09:00      | 09:15      | 09:25    | 09:30      | 09:40   | 09:55      | 10:10      | 10:40  |
| 09:00                                   | 09:30      | 09:45      |          |            |         | 10:40      | 10:55      | 11:25  |
| 10:00                                   | 10:30      | 10:45      | 10:55    | 11:00      | 11:10   | 11:25      | 11:40      | 12:10  |
| 11:00                                   | 11:30      | 11:45      |          |            |         | 12:15      | 12:35      | 13:05  |
| 11:40                                   | 12:10      | 12:25      | 12:35    | 12:40      | 12:50   | 13:05      | 13:20      | 13:50  |
| 12:30                                   | 13:00      | 13:15      |          |            |         | 13:50      | 14:05      | 14:35  |
| 13:15                                   | 13:45      | 14:00      | 14:10    | 14:15      | 14:25   | 14:40      | 14:55      | 15:25  |
| 14:05                                   | 14:35      | 14:50      | 15:00    | 15:05      | 15:15   | 15:30      | 15:45      | 16:15  |
| 14:50                                   | 15:20      | 15:35      | 15:45    | 15:50      | 16:00   | 16:15      | 16:30      | 17:00  |
| 15:40                                   | 16:10      | 16:25      |          |            |         | 17:00      | 17:15      | 17:45  |
| 16:30                                   | 17:00      | 17:15      | 17:25    | 17:30      | 17:40   | 17:55      | 18:10      | 18:40  |
| 17:15                                   | 17:45      | 18:00      |          |            |         | 18:45      | 19:00      | 19:30  |
| 18:00                                   | 18:30      | 18:45      | 18:55    | 19:00      | 19:10   | 19:25      | 19:40      | 20:10  |
| 19:00                                   | 19:30      | 19:45      |          |            |         | 20:00      | 20:15      | 20:45  |
| 19:45                                   | 20:15      | 20:30      | 20:40    | 20:45      | 20:55   | 21:10      | 21:25      | 21:55  |
| 20:30                                   | 21:00      | 21:15      | 21:25    | 21:30      | 21:40   | 21:55      | 22:10      | 22:40  |
| 21:30                                   | 22:00      | 22:15      |          |            |         | 22:30      | 22:45      | 23:15  |
| 22:15                                   | 22:45      | 23:00      | 23:10    | 23:15      | 23:25   |            |            |        |
| 22:50                                   | 23:20      | 23:35      |          |            |         |            |            |        |
| 23:30                                   | 00:00      | 00:15      |          |            |         |            |            |        |
| Noches de sábados laborables            |            |            |          |            |         |            |            |        |
|                                         |            |            |          |            |         | 00:00      | 00:10      | 00:40  |
| 01:00                                   | 01:30      | 01:45      | 01:55    | 02:00      | 02:10   | 02:20      | 02:30      | 03:00  |
| 04:00                                   | 04:30      | 04:45      |          |            |         |            |            |        |

1. 1 2 3 4 5 6 7 8 9 10 11 12 13 14 15 16 17 18 19 20 21 22 23 24 25 26 27 28 29 30 31 32 33 34 35 36 37 38 39 40 41 42 43 44 45 46 47 48 49 50  Hasta/desde Manzanares el Real
2. 1 2 3 4 5 6 7  DIRECTO, sin paso por Colmenar Viejo
3. 1 2  DIRECTO, sin paso por Colmenar Viejo, hasta Cerceda, no vuelve a Madrid
4. ↑  Hasta Colmenar Viejo, no vuelve a Madrid
5. 1 2 3  Hasta Cerceda, no vuelve a Madrid
6. 1 2 3 4 5  Sólo noches de viernes y vísperas de festivo
7. 1 2 3 4   Desde/hasta superficie, hasta/desde Manzanares el Real
8. 1 2 3 4   Desde/hasta superficie
9. 1 2 3 4 5  Sólo noches de sábados laborables

## Recorrido y paradas
| Código | Zona | Localidad             | Denominación                                                   | Ubicación                               | Líneas de la parada                                                   | Metro / Cercanías |
| --- | ---- | --------------------- | -------------------------------------------------------------- | --------------------------------------- | --------------------------------------------------------------------- | ----------------- |
| 17472P |      | Madrid                | Intercambiador de Plaza de Castilla - Dársena 25               | Avenida de Asturias Nº2                 | 724                                                                   | Plaza de Castilla |
| Cabecera de las expediciones que salen desde la superficie del Intercambiador de Plaza de Castilla                                                                                             |      |                       |                                                                |                                         |                                                                       |                   |
| 18074L |      | Madrid                | Intercambiador de Plaza de Castilla - Dársena 53               | Paseo de la Castellana Nº195            | 70 724 725 726 N702                                                   | Plaza de Castilla |
| Paradas del itinerario normal |      |                       |                                                                |                                         |                                                                       |                   |
| 3252 |      | Madrid                | Paseo de la Castellana Nº292 - Hospital La Paz                 | Paseo de la Castellana Nº292            | 173 174 175 176 178 712 713 716 717 721 722 724 725 726 876 N701 N702 | Begoña            |
| 3670 |      | Madrid                | Carretera de Colmenar - Hospital Ramón y Cajal                 | M-607 km. 8,4                           | 175 178 712 713 714 716 717 721 722 724 725 726 876 N701 N702         | Ramón y Cajal     |
| Los recorridos "DIRECTOS" no realizan ninguna de las siguientes paradas |      |                       |                                                                |                                         |                                                                       |                   |
| 06563 |      | Madrid                | Carretera de Colmenar Viejo - Academia de Artillería           | M-607 km. 11,7                          | 712 713 716 717 721 722 724 725 726 N701 N702                         |                   |
| 06565 |      | Madrid                | Carretera M-607 - Residencia de Ancianos                       | M-607 km. 13                            | 712 713 714 716 717 721 722 724 725 726 N701 N702                     |                   |
| 06566 |      | Madrid                | Carretera M-607 - Ciudad Escolar                               | M-607 km. 13,4                          | 712 713 716 717 721 722 724 725 726 N701 N702                         |                   |
| 06567 |      | Madrid                | Carretera M-607 - Hospital Psiquiátrico                        | M-607 km. 13,8                          | 712 713 716 717 721 722 724 725 726 N701 N702                         |                   |
| 06568 |      | Madrid                | Carretera M-607 - Hospital Cantoblanco                         | M-607 km. 14,5                          | 712 713 716 717 721 722 724 725 726 N701 N702                         |                   |
| 06569 |      | Madrid                | Carretera M-607 - Universidad Autónoma                         | M-607 km. 14,9                          | 712 713 716 717 721 722 724 725 726 876 N701 N702                     | Cantoblanco       |
| 06570 |      | Madrid                | Carretera M-607 - Cruce Carretera de Alcobendas                | M-607 km. 16                            | 712 713 716 717 721 722 724 725 726 N701 N702                         |                   |
| 06571 |      | Madrid                | Carretera M-607 - El Goloso                                    | M-607 km. 16,8                          | 712 713 716 717 721 722 724 725 726 827 N701 N702                     | El Goloso         |
| Paradas del itinerario normal, los recorridos "DIRECTOS" vuelven a realizar paradas desde aquí                                                                                                 |      |                       |                                                                |                                         |                                                                       |                   |
| 06572 |      | Madrid                | Carretera M-607 - Las Jarrillas                                | M-607 km. 18,7                          | 712 713 716 717 721 722 724 725 726 827 N701 N702                     |                   |
| 06573 |      | Madrid                | Carretera M-607 - Cementerio La Paz                            | M-607 km. 19,4                          | 712 713 716 717 721 722 724 725 726 827 N701 N702                     |                   |
| 08396 |      | Tres Cantos           | Carretera M-607 - Puente Sur                                   | M-607 km. 20,3                          | 721 722 724 725 726 876 N702                                          |                   |
| 06645 |      | Tres Cantos           | Carretera M-607 - Colegio Pinosierra                           | M-607 km. 20,8                          | 721 722 724 725 726 N702                                              |                   |
| 20682 |      | Tres Cantos           | Carretera M-607 - Estación de Tres Cantos                      | M-607 km. 21,9                          | 721 722 724 725 726 876 N702                                          | Tres Cantos       |
| 06581 |      | Colmenar Viejo        | Carretera M-607 - Depuradora                                   | M-607 km. 28,5                          | 721 722 723 724 725 726 N702                                          |                   |
| Los recorridos "DIRECTOS" no realizan ninguna de las siguientes paradas |      |                       |                                                                |                                         |                                                                       |                   |
| 18107 |      | Colmenar Viejo        | Paseo de la Ermita de Santa Ana - Centro Comercial El Ventanal | Paseo de la Ermita de Santa S/Nº        | 720 721 723 724 725 726 727 728 N702                                  |                   |
| 11350 |      | Colmenar Viejo        | Avenida de San Agustín del Guadalix - Centro de Salud          | Avenida de San Agustín del Guadalix Nº2 | 720 721 723 724 725 726 727 N702                                      |                   |
| 08414 |      | Colmenar Viejo        | Avenida de la Libertad - Estación de Servicio                  | Avenida de la Libertad Nº14             | 720 721 723 724 725 726 727 N702 1                                    |                   |
| 06584 |      | Colmenar Viejo        | Calle de San Sebastián - Cafetería Sanz Rosa                   | Calle de San Sebastián Nº32             | 720 721 723 724 725 726 727 N702 1                                    |                   |
| 06585 |      | Colmenar Viejo        | Calle de la Corredera - Calle de los Frailes                   | Calle de la Corredera Nº1               | 720 721 723 724 725 726 727 N702 1                                    |                   |
| 06586 |      | Colmenar Viejo        | Carretera de Miraflores - Plaza de los Arcos                   | Carretera de Miraflores Nº38            | 720 721 724 725 726 N702                                              |                   |
| 06587 |      | Colmenar Viejo        | Carretera de Miraflores - Colonia de las Torres                | Carretera de Miraflores Nº38            | 720 721 724 725 726 N702                                              |                   |
| 06588 |      | Colmenar Viejo        | Carretera de Miraflores - Centro Educativo Especial            | Carretera de Miraflores Nº38            | 720 721 724 725 726                                                   |                   |
| Paradas del itinerario normal, los recorridos "DIRECTOS" vuelven a realizar paradas desde aquí                                                                                                 |      |                       |                                                                |                                         |                                                                       |                   |
| 12106 |      | Soto del Real         | Carretera M-609 - Centro Penitenciario                         | M-609 km. 3,7                           | 720 724 725 726 728                                                   |                   |
| 10535 |      | Soto del Real         | Carretera M-862 - La Gamonosa                                  | M-682 km. 1,2                           | 720 724 725 726 728                                                   |                   |
| 09110 |      | Soto del Real         | Carretera M-608 - Camping                                      | M-608 km. 19,8                          | 720 724 728                                                           |                   |
| 09108 |      | Manzanares el Real    | Carretera M-608 - Urbanización Peña El Gato                    | M-608 Nº2                               | 720 724 728                                                           |                   |
| 17313 |      | Manzanares el Real    | Manzanares el Real - Fuente de las Ermitas                     | Avenida de Madrid Nº15                  | 720 724 728                                                           |                   |
| 09107 |      | Manzanares el Real    | Manzanares el Real - Iglesia                                   | Avenida de Madrid Nº11                  | 720 724 728                                                           |                   |
| 18367 |      | Manzanares el Real    | Manzanares el Real - Glorieta del Montañero                    | Calle de la Paz Nº2                     | 720 724 728                                                           |                   |
| Los recorridos hasta Manzanares el Real finalizan aquí |      |                       |                                                                |                                         |                                                                       |                   |
| 17315 |      | El Boalo              | Carretera M-608 - Peña de las Gallinas                         | M-608 km. 27,2                          | 720 724                                                               |                   |
| 10530 |      | El Boalo              | Carretera M-608 - Instituto                                    | M-608 Nº1                               | 720 724                                                               |                   |
| 10281 |      | El Boalo              | Carretera M-617 - Urbanización El Rebollar                     | Paseo de Madrid Nº200                   | 720 724                                                               |                   |
| 15520 |      | El Boalo              | Carretera M-617 - Urbanización La Dehesa                       | Paseo de Madrid Nº3                     | 672 724                                                               |                   |
| 18527 |      | El Boalo              | Carretera M-617 - Punto de Información                         | Paseo de Madrid Nº3                     | 672 724                                                               |                   |
| A partir de aquí comienza el servicio de vuelta, y se cambian los carteles electrónicos hacia Madrid. La hora de paso por esta parada es aproximadamente 55 minutos después de salir de Madrid |      |                       |                                                                |                                         |                                                                       |                   |
| Los recorridos desde El Boalo comienzan aquí |      |                       |                                                                |                                         |                                                                       |                   |
| 09105 |      | El Boalo              | Calle de San Sebastián - Ayuntamiento                          | Calle de San Sebastián Nº16             | 672 724                                                               |                   |
| 07025 |      | El Boalo              | Carretera M-617 - Urbanización El Ejido                        | M-617 km. 1,4                           | 672 724                                                               |                   |
| 10242 |      | El Boalo              | Carretera M-617 - Urbanización La Ponderosa                    | M-617 km. 2,5                           | 672 724                                                               |                   |
| 17325 |      | Mataelpino            | Mataelpino - Avenida de los Linares                            | M-617 Nº1                               | 672 724                                                               |                   |
| 07019 |      | Mataelpino            | Avenida de los Linares - Colonia La Maliciosa                  | Avenida del Generalísimo Nº2500         | 672 724                                                               |                   |
| 10240 |      | Becerril de la Sierra | Carretera M-615 - Urbanización Berrocal IV                     | Avenida de América Nº2                  | 672 724                                                               |                   |
| 06793 |      | Moralzarzal           | Carretera M-615 - El Gamonal                                   | M-615 Nº2                               | 672 724                                                               |                   |
| 16439 |      | Cerceda               | Carretera M-607 - Urbanización Las Praderas                    | Carretera de Navacerrada Nº31           | 724 876                                                               |                   |
| 17327 |      | Cerceda               | Carretera M-607 - Las Viñas                                    | Carretera de Navacerrada Nº29           | 724                                                                   |                   |
| 18965 |      | Cerceda               | Cerceda - Calle Pajar Maderero                                 | Carretera de Navacerrada Nº13           | 672 672A 720 724 876 N603                                             |                   |
| Los recorridos hasta Cerceda finalizan aquí |      |                       |                                                                |                                         |                                                                       |                   |
| 15554 |      | Cerceda               | Cerceda - El Soto                                              | Carretera de Navacerrada Nº7            | 672 672A 720 724 876 N603                                             |                   |
| 10279 |      | Cerceda               | Carretera M-608 - Urbanización Montes Claros                   | Carretera de Navacerrada Nº2            | 672 720 724                                                           |                   |
| 10280 |      | Cerceda               | Carretera M-608 - Urbanización San Muriel                      | M-608 km. 29,9                          | 672 720 724                                                           |                   |
| 10531 |      | El Boalo              | Carretera M-608 - Instituto                                    | M-608 km. 27,9                          | 720 724                                                               |                   |
| 17316 |      | El Boalo              | Carretera M-608 - Peña de las Gallinas                         | M-608 km. 27,2                          | 720 724                                                               |                   |
| Los recorridos desde Manzanares el Real comienzan aquí |      |                       |                                                                |                                         |                                                                       |                   |
| 18366 |      | Manzanares el Real    | Manzanares el Real - Glorieta del Montañero                    | Calle Real Nº5                          | 720 724 728                                                           |                   |
| 17328 |      | Manzanares el Real    | Manzanares el Real - Iglesia                                   | Avenida de Madrid Nº6                   | 720 724 728                                                           |                   |
| 17314 |      | Manzanares el Real    | Manzanares el Real - Fuente de las Ermitas                     | Avenida de Madrid Nº24                  | 720 724 728                                                           |                   |
| 09109 |      | Manzanares el Real    | Carretera M-608 - Urbanización Peña El Gato                    | M-608 Nº2                               | 720 724 728                                                           |                   |
| 09111 |      | Soto del Real         | Carretera M-608 - Camping                                      | M-608 km. 19                            | 720 724 728                                                           |                   |
| 10529 |      | Soto del Real         | Carretera M-862 - La Gamonosa                                  | M-682 km. 1,2                           | 720 724 725 726 728                                                   |                   |
| 11900 |      | Soto del Real         | Carretera M-609 - Centro Penitenciario                         | M-609 km. 3,4                           | 720 724 725 726 728                                                   |                   |
| Los recorridos "DIRECTOS" no realizan ninguna de las siguientes paradas |      |                       |                                                                |                                         |                                                                       |                   |
| 06595 |      | Colmenar Viejo        | Carretera de Miraflores - Campamento de San Pedro              | Carretera de Miraflores S/Nº            | 720 721 724 725 726                                                   |                   |
| 08416 |      | Colmenar Viejo        | Carretera de Miraflores - Avenida del Puente Manzanares        | Carretera de Miraflores Nº38            | 720 721 724 725 726                                                   |                   |
| 06590 |      | Colmenar Viejo        | Calle de Madrid - Colonia Santa Lucía                          | Calle de Santa María Nº2                | 720 721 724 725 726                                                   |                   |
| 08417 |      | Colmenar Viejo        | Carretera de Miraflores - Plaza de los Arcos                   | Calle de Madrid Nº21                    | 720 721 724 725 726                                                   |                   |
| 06592 |      | Colmenar Viejo        | Calle de la Corredera - Calle de los Frailes                   | Calle de la Corredera Nº1               | 720 721 723 724 725 726 727 1                                         |                   |
| 06593 |      | Colmenar Viejo        | Calle de San Sebastián - Cafetería Sanz Rosa                   | Calle de San Sebastián Nº22             | 720 721 723 724 725 726 727 1                                         |                   |
| 06596 |      | Colmenar Viejo        | Avenida de la Libertad - Estación de Servicio                  | Avenida de la Libertad Nº14             | 720 721 723 724 725 726 727 1                                         |                   |
| 06589 |      | Colmenar Viejo        | Avenida de la Libertad - Ermita                                | Avenida de la Libertad Nº58             | 720 721 723 724 725 726 727 1                                         |                   |
| 12108 |      | Colmenar Viejo        | Avenida de la Libertad - Centro Comercial El Ventanal          | Avenida de la Libertad Nº99             | 721 722 723 724 725 726 N702                                          |                   |
| 11338 |      | Colmenar Viejo        | Avenida de la Libertad - Polígono Industrial La Mina           | Calle del Pradillo Nº2                  | 721 722 723 724 725 726 N702                                          |                   |
| Los recorridos hasta Colmenar Viejo finalizan aquí |      |                       |                                                                |                                         |                                                                       |                   |
| Paradas del itinerario normal, los recorridos "DIRECTOS" vuelven a realizar paradas desde aquí                                                                                                 |      |                       |                                                                |                                         |                                                                       |                   |
| 06631 |      | Colmenar Viejo        | Carretera M-607 - Depuradora                                   | M-607 km. 26,8                          | 721 722 723 724 725 726 N702                                          |                   |
| 06633 |      | Tres Cantos           | Carretera M-607 - Estación de Tres Cantos                      | M-607 km. 21,8                          | 721 722 724 725 726 876N702                                           | Tres Cantos       |
| 06659 |      | Tres Cantos           | Carretera M-607 - Puente Sur                                   | M-607 km. 20,3                          | 721 722 724 725 726 876N702                                           |                   |
| 12875 |      | Madrid                | Carretera M-607 - Cementerio La Paz                            | M-607 km. 19,3                          | 712 713 716 717 721 722 724 725 726 827 876N701 N702                  |                   |
| Los recorridos "DIRECTOS" no realizan ninguna de las siguientes paradas |      |                       |                                                                |                                         |                                                                       |                   |
| 09679 |      | Madrid                | Carretera M-607 - Estación de El Goloso                        | M-607 km. 17,2                          | 712 713 716 717 721 722 724 725 726 827 N701 N702                     | El Goloso         |
| 06664 |      | Madrid                | Carretera M-607 - El Goloso                                    | M-607 km. 16,9                          | 712 713 716 717 721 722 724 725 726 827 N701 N702                     | El Goloso         |
| 06665 |      | Madrid                | Carretera M-607 - Cruce Carretera de Alcobendas                | M-607 km. 16                            | 712 713 716 717 721 722 724 725 726 N701 N702                         |                   |
| 06666 |      | Madrid                | Carretera M-607 - Universidad Autónoma                         | M-607 km. 14,9                          | 712 713 716 717 721 722 724 725 726 876N701 N702                      | Cantoblanco       |
| 06669 |      | Madrid                | Carretera M-607 - Ciudad Escolar                               | M-607 km. 13,4                          | 712 713 714 716 717 721722 724 725 726 N701 N702                      |                   |
| Paradas del itinerario normal, los recorridos "DIRECTOS" vuelven a realizar paradas desde aquí                                                                                                 |      |                       |                                                                |                                         |                                                                       |                   |
| 06672 |      | Madrid                | Carretera de Colmenar - Academia de Artillería                 | M-607 km. 11,7                          | 712 713 716 717 721722724725726N701 N702                              |                   |
| 06673 |      | Madrid                | Carretera de Colmenar - Gasolinera Santa Ana                   | M-607 km. 9,7                           | 712 713 714 716 717 721722724725726876N701 N702                       |                   |
| 955 |      | Madrid                | Carretera de Colmenar - Hospital Ramón y Cajal                 | M-607 km. 8,3                           | 175 178 712 713 714 716 717 721722724725726876N701 N702               | Ramón y Cajal     |
| 10548 |      | Madrid                | Paseo de la Castellana - Hospital La Paz                       | Paseo de la Castellana Nº300            | 712 713 714 716 717 721722724725726815 876N701 N702                   | Begoña            |
| Terminal de las expediciones que terminan en la superficie del Intercambiador de Plaza de Castilla                                                                                             |      |                       |                                                                |                                         |                                                                       |                   |
| 18074 |      | Madrid                | Intercambiador de Plaza de Castilla                            | Paseo de la Castellana Nº195            | Descenso antes de la dársena 42                                       | Plaza de Castilla |
| Terminal del itinerario normal |      |                       |                                                                |                                         |                                                                       |                   |
| 17472 |      | Madrid                | Intercambiador de Plaza de Castilla                            | Avenida de Asturias Nº2                 | Descenso en las dársenas 8, 9 y 10.                                   | Plaza de Castilla |

1. 1 2  A efectos de nomenclatura, para las líneas de la EMT esta parada se llama Hospital Ramón y Cajal
2. ↑  Técnicamente esta parada se encuentra en el término municipal de El Boalo por escasos metros, a pesar que la Urbanización La Ponderosa pertenece al término municipal de Manzanares el Real, que cuenta con una zona de su término municipal sólo para dicha urbanización entre los términos municipales de El Boalo, Becerril de la Sierra y Moralzarzal.
3. 1 2 3 4 5 6 7 8 9 10 11 12 13 14 15 16 17 18 19 20 21 22 23 24 25 26 27 28 29 30 31 32  Sólo permite el descenso de viajeros